# Dithecodes purpuraria
Dithecodes purpuraria là một loài bướm đêm trong họ Geometridae.